# Матлаев, Емельян Иванович
Емельян Иванович Матлаев (1904—1945) — красноармеец Рабоче-крестьянской Красной Армии, участник Великой Отечественной войны, Герой Советского Союза (1945).

## Биография
Емельян Матлаев родился 14 августа 1904 года в селе Окоп (ныне — Золочевский район Харьковской области Украины). После окончания сельской школы работал на заводе. В начале Великой Отечественной войны оказался в оккупации. После освобождения в августе 1943 года Матлаев был призван в Рабоче-крестьянскую Красную Армию и направлен на фронт Великой Отечественной войны. В боях два раза был ранен.
К январю 1945 года красноармеец Емельян Матлаев был телефонистом взвода связи 780-го стрелкового полка 214-й стрелковой дивизии 52-й армии 1-го Украинского фронта. Отличился во время форсирования Одера. В ночь с 25 на 26 января 1945 года Матлаев переправился через Одер в районе населённого пункта Цедлиц в 5 километрах к северу от Олау (ныне — Олава) и проложил связь между командованием батальона и подразделениями, после чего бесперебойно поддерживал её, оперативно устраняя повреждения. Лично участвовал в боях, только во время отражения одной из контратак уничтожил 15 вражеских солдат и офицеров. Будучи окружённым, продолжал сражаться, пока не погиб. Похоронен к северо-западу от Цедлица.
Указом Президиума Верховного Совета СССР от 10 апреля 1945 года за «мужество, отвагу и героизм, проявленные в борьбе с немецкими захватчиками» красноармеец Емельян Матлаев посмертно был удостоен высокого звания Героя Советского Союза. Также посмертно был награждён орденом Ленина.
Бюсты Матлаева установлены в Золочеве и в его родном селе.